# 비행소녀
《비행소녀》는 대한민국의 MBN에서 방송된 예능 프로그램이다.

## 기획 의도
- 미혼(未婚) 아니고 비혼(非婚)입니다. 결혼은 못 하는 것이 아니라 안 하는 것이다? 혼자서도 충분히 행복한 소녀들이 만드는 그녀들만의 '비혼 레시피'. 비혼이 행복한 소녀들의 리얼 라이프

## 출연진

### MC
- 윤정수
- 양세찬

### 출연진
- 조미령
- 아유미
- 최여진
- 박소현
- 이채영
- 이태임
- 김지민
- 김현정
- 이본
- 제아
- 김완선
- 박기량
- 핫펠트(예은)
- 사유리
- 최은주

## 에피소드 목록

### 2017년
| 회차 | 방송 일자 | 출연진                 | 비고 |
| ---- | --------- | ---------------------- | ---- |
| 1    | 9월 4일   | 조미령, 아유미, 최여진 |      |
| 2    | 9월 11일  | 조미령, 최여진, 아유미 |      |
| 3    | 9월 18일  | 조미령, 최여진, 아유미 |      |
| 4    | 9월 25일  | 조미령, 최여진, 아유미 |      |
| 5    | 10월 2일  | 최여진, 조미령, 아유미 |      |
| 6    | 10월 9일  | 조미령, 아유미, 최여진 |      |
| 7    | 10월 16일 | 박소현, 아유미         |      |
| 8    | 10월 23일 | 이채영, 최여진, 아유미 |      |
| 9    | 10월 30일 | 조미령, 최여진, 이채영 |      |
| 10   | 11월 6일  | 이태임, 조미령, 이채영 |      |
| 11   | 11월 13일 | 조미령, 이태임, 이채영 |      |
| 12   | 11월 20일 | 조미령, 이태임, 이채영 |      |
| 13   | 11월 27일 | 조미령, 이태임, 이채영 |      |
| 14   | 12월 4일  | 조미령, 이태임, 김지민 |      |
| 15   | 12월 11일 | 조미령, 김지민, 이태임 |      |
| 16   | 12월 18일 | 김지민, 조미령, 이태임 |      |
| 17   | 12월 25일 | 조미령, 이태임, 김지민 |      |

### 2018년
| 회차 | 방송 일자 | 출연진                       | 비고 |
| ---- | --------- | ---------------------------- | ---- |
| 18   | 1월 1일   | 조미령, 이태임, 김지민       |      |
| 19   | 1월 8일   | 조미령, 이태임, 김지민       |      |
| 20   | 1월 15일  | 조미령, 이태임, 김지민       |      |
| 21   | 1월 22일  | 조미령, 이태임, 김지민       |      |
| 22   | 1월 29일  | 조미령, 김지민, 이태임       |      |
| 23   | 2월 5일   | 조미령, 이태임, 김지민       |      |
| 24   | 2월 12일  | 김현정, 조미령, 김지민       |      |
| 25   | 2월 19일  | 조미령, 김지민, 김현정       |      |
| 26   | 2월 26일  | 조미령, 최여진, 김현정       |      |
| 27   | 3월 5일   | 조미령, 최여진, 김현정       |      |
| 28   | 3월 12일  | 이본, 최여진, 제아           |      |
| 29   | 3월 19일  | 이본, 제아, 최여진           |      |
| 30   | 3월 26일  | 이본, 제아, 최여진           |      |
| 31   | 4월 2일   | 이본, 김완선, 제아           |      |
| 32   | 4월 9일   | 김완선, 이본, 제아           |      |
| 33   | 4월 16일  | 김완선, 이본, 제아           |      |
| 34   | 4월 23일  | 김완선, 이본, 박기량         |      |
| 35   | 4월 30일  | 김완선, 박기량, 이본         |      |
| 36   | 5월 7일   | 비행소녀들의 특별한 외출     |      |
| 37   | 5월 14일  | 이본, 김완선, 제아           |      |
| 38   | 5월 21일  | 김완선, 이본, 제아           |      |
| 39   | 5월 28일  | 핫펠트(예은), 박기량, 이본   |      |
| 40   | 6월 4일   | 김완선, 박기량, 핫펠트(예은) |      |
| 41   | 6월 11일  | 제아, 김완선, 핫펠트(예은)   |      |
| 42   | 6월 18일  | 핫펠트(예은), 이본, 제아     |      |
| 43   | 6월 25일  | 사유리, 이본, 핫펠트(예은)   |      |
| 44   | 7월 2일   | 사유리, 제아, 핫펠트(예은)   |      |
| 45   | 7월 9일   | 최은주, 사유리, 핫펠트(예은) |      |
| 46   | 7월 16일  | 최은주, 핫펠트(예은), 사유리 |      |